# Amelécourt
Amelécourt – miejscowość i gmina we Francji, w regionie Grand Est, w departamencie Mozela.
Według danych na rok 1990 gminę zamieszkiwały 102 osoby, a gęstość zaludnienia wynosiła 13 osób/km² (wśród 2335 gmin Lotaryngii Amelécourt plasuje się na 943. miejscu pod względem liczby ludności, natomiast pod względem powierzchni na miejscu 758.).